# T'aimer follement/Toi tu sais que je t'aime/Un petit clair de lune/La verità
T'aimer follement/Toi tu sais que je t'aime/Un petit clair de lune/La verità è un Extended play a 45 giri della cantante italiana Mina, pubblicato nel 1960 dalla casa discografica Disques Festival.

## Il disco
Fa parte della discografia straniera di Mina e in particolare di quella francese (Festival FX 45 1226 M) e svedese (Artist AEP FX 1226 M del 1960 e Artist AEP 1080 del 1961). Per questo motivo non è riportato sul sito ufficiale Archiviato il 29 luglio 2017 in Internet Archive., che tratta solo quanto pubblicato in Italia.
Dei brani proposti, pubblicati nel 1960, 3 sono cantati in francese e uno (La verità) in italiano, in tutti Mina è accompagnata da Alan Gate che dirige la sua orchestra.
L'elenco delle canzoni stampato sulla copertina frontale è diverso dall'ordine fisico delle tracce sui lati del supporto in vinile (l'elenco sul retro è invece corretto), come si nota dalle fotografie del disco.
Le tre canzoni in francese sono contenute nella raccolta su CD Notre étoile pubblicata nel 1999.

## Tracce
Lato A
1. T'aimer follement (Making Love) – 1:58 (testo: Jacques Plait, André Salvet – musica: Floyd Robinson; edizioni musicali Warner Chappel)
2. Toi tu sais que je t'aime (Malatia) – 2:47 (testo: Pierre Delanoë – musica: Armando Romeo; edizioni musicali Radiofilmusica)

Lato B
1. Un petit clair de lune (Tintarella di luna) – 3:15 (testo: Jacques LaRue – musica: Bruno De Filippi; edizioni musicali Accordo)
2. La verità – 2:42 (testo: Umberto Bertini – musica: Enzo Di Paola, Sandro Taccani; edizioni musicali Tiber)